# 小笠原覚
小笠原 覚（おがさわら さとし、1987年12月28日 - ）は、福島県出身の俳優。サイアン所属。

## 人物
身長171cm。体重92kg。
趣味はバイクツーリング、ラーメン屋巡り、料理、映画・音楽・舞台鑑賞。特技はニュースクールダンス、福島弁、テニス、サッカー。

## 出演作品

### テレビドラマ
- ROOKIES（2008年、TBS）
- 連続テレビ小説 / おひさま（2011年、NHK）
- 大河ドラマ（NHK）
  - 江〜姫たちの戦国〜（2011年）
  - 青天を衝け（2021年） - 料理人
- 金曜ドラマ（TBS）
  - 私 結婚できないんじゃなくて、しないんです（2016年）
  - リバース 第3話（2017年） - 居酒屋の店員
- でも、結婚したいっ!〜BL漫画家のこじらせ婚活記〜（2017年、関西テレビ・フジテレビ）
- ゆとりですがなにか 純米吟醸純情編（2017年、日本テレビ） - 若者
- 世にも奇妙な物語 秋の特別編 「運命探知機」（2017年、フジテレビ）
- 海月姫 第1話（2018年、フジテレビ）
- 連続ドラマJ / 噂の女 第4話（2018年、テレビ東京・BSジャパン）
- 土曜ドラマ / フェイクニュース あるいはどこか遠くの戦争の話 第1話（2018年、NHK）
- 月曜プレミア8 / 冤罪犯（2021年、テレビ東京）
- ドラマイズム / 明日、私は誰かのカノジョ 第9 - 11話（2022年、MBS・TBS） - 風俗店店長
- プレミアムドラマ / 拾われた男 LOST MAN FOUND 第4、5、8話（2022年、NHK BSプレミアム） - デルタ
- 暴太郎戦隊ドンブラザーズ ドン21話（2022年、テレビ朝日） - 組員
- 仮面ライダーガッチャード 第3話（2023年、テレビ朝日） - 茸本
- 飯を喰らひて華と告ぐ 第7話（2024年8月20日、MXテレビ） - あやちのファン 役

### 再現ドラマ
- B.C.ビューティー・コロシアム（フジテレビ）
- 女優カメレオン 第1回「女性アナウンサー」（2016年、日本テレビ）

### 映画
- さくらん（2007年、アスミック・エース）
- 252 生存者あり（2008年、ワーナー･ブラザース映画）
- MW-ムウ-（2009年、ギャガ）
- BALLAD 名もなき恋のうた（2009年、東宝）
- 闇金ドッグス3（2016年、AMGエンタテインメント） - オタク
- HiGH&LOW THE MOVIE（2017年、松竹）
  - HiGH&LOW THE MOVIE 2 / END OF SKY
  - HiGH&LOW THE MOVIE 3 / FINAL MISSION
- パンク侍、斬られて候（2018年、東映）
- あのコの、トリコ。（2018年、ショウゲート）
- Fukushima 50（2020年、松竹） - 職員

### オリジナルビデオ
- プラチナ代紋1（2016年） - クラブ「インパクト」のボーイ
- 呪われた心霊動画XXX3「実話怪談本に載っていた話し」（2016年） - 中谷圭一郎
- 極道天下布武（2017年）
- 制覇16 抗争は一夜にして制す-（2018年） - 密売人

### 配信ドラマ
- CROW'S BLOOD（2016年、Hulu）
- 星屑リベンジャーズ 第8話（2018年、AbemaTV）
- 憑きそい 第4話（2023年、FOD） - 田中

### CM
- アサヒ飲料 「カルピスソーダ」（2016年 - 2017年）
- しゃぶしゃぶ温野菜（2017年）
- 東京ディズニーシー 「タワー・オブ・テラー」（2018年 - 2020年）
- セブン-イレブン 「冷たい麺」（2019年 - 2021年）
- 日本HP 「コンピューター」（2020年 - 2021年）
- GU（2020年）
- ヤッホーブルーイング 「よなよなエール」

### 舞台
- PKB48「PINK IRONY」（2010年）

### イベント
- 日光江戸村（2016年）